# Groupe algébrique
Pour les articles homonymes, voir Algébrique.
En géométrie algébrique, la notion de groupe algébrique est un équivalent des groupes de Lie en géométrie différentielle ou complexe. 
Un groupe algébrique est une variété algébrique munie d'une loi de groupe compatible avec sa structure de variété algébrique.

## Définition
Un groupe algébrique sur un corps (commutatif) K est une variété algébrique {\displaystyle G} sur {\displaystyle K} munie :
- d'un morphisme de K-variétés algébriques (appelé aussi multiplication) {\displaystyle \mu :G\times _{K}G\to G}. La variété source étant le produit fibré de   {\displaystyle G} par lui-même ;
- d'un morphisme inverse {\displaystyle \iota :G\to G} ;
- d'un élément neutre {\displaystyle \epsilon } appartenant à {\displaystyle G(K)} (un point rationnel de {\displaystyle G})

vérifiant formellement les axiomes d'un groupe. Si {\displaystyle G} est réduit et si K est algébriquement clos, il suffit que ces morphismes induisent une structure de groupe sur l'ensemble {\displaystyle G({K})} des points rationnels de  {\displaystyle G}.
Pour toute variété algébrique X sur K, l'ensemble G(X) des K-morphismes de X dans G hérite d'une structure de groupe. Une façon rapide de définir un groupe algébrique est alors de dire que c'est une variété algébrique qui représente un foncteur de la catégorie des variétés algébriques sur K dans la catégorie des groupes.
Attention : {\displaystyle G\times _{K}G} est muni de la topologie de Zariski et non de la topologie produit.
- Un homomorphisme de groupes algébriques  {\displaystyle f:G\to H} sur K est un morphisme de variétés algébriques sur K qui est compatible avec la structure de groupe : si {\displaystyle \mu _{G},\mu _{H}} sont les lois de multiplication sur G et H respectivement, alors {\displaystyle f\circ \mu _{G}=\mu _{H}\circ (f\times f)}. En termes des points, cela revient à dire que pour toute K-algèbre de type fini A, l'application {\displaystyle f(A):G(A)\to H(A)} induite par f est un homomorphisme de groupes. Si K est algébriquement clos et si G, H sont réduits, il suffit de prendre A=K.
- Un isomorphisme de groupes algébriques est un homomorphisme de groupes algébriques qui est un isomorphisme pour les variétés algébriques sous-jacentes.
- Un sous-groupe algébrique F de G est une sous-variété de G telle que l'immersion  {\displaystyle i:F\to G} soit un homomorphisme de groupes algébriques. On sait que F est alors une sous-variété fermée.
- Si {\displaystyle f:G\to H} est un homomorphisme de groupes algébriques sur K, le noyau {\displaystyle \mathrm {Ker} (f)} de f est défini par {\displaystyle G\times _{H}\epsilon _{H}}. L'espace sous-jacent à Ker{\displaystyle (f)}  est {\displaystyle f^{-1}(\epsilon _{H})}, mais la structure de sous-variété n'est pas nécessairement réduite. On montre facilement que Ker{\displaystyle (f)} est un sous-groupe algébrique de G.

## Exemples
- Si {\displaystyle \Gamma } est un groupe fini, il existe un unique groupe algébrique sur K tel que {\displaystyle G(L)=\Gamma } pour toute extension de corps L/K. C'est le groupe constant {\displaystyle \Gamma }.
- Le groupe additif {\displaystyle G_{a}}: la variété sous-jacente est la droite affine {\displaystyle \mathbb {A} ^{1}} sur K. Pour toute K-algèbre de type fini A, le groupe {\displaystyle G_{a}(A)} s'identifie canoniquement au groupe (additif) A.
- Le groupe multiplicatif {\displaystyle G_{m}}: la variété sous-jacente est la droite affine {\displaystyle \mathbb {A} ^{1}} sur K privée de l'origine. Pour toute K-algèbre de type fini A, le groupe {\displaystyle G_{m}(A)} s'identifie canoniquement au groupe multiplicatif {\displaystyle A^{*}} des éléments inversibles de A.
- {\displaystyle GL_{n,K}}, le groupe des matrices inversibles, est un groupe algébrique.  Pour toute K-algèbre de type fini A, le groupe {\displaystyle GL_{n,K}(A)} s'identifie au groupe multiplicatif des matrices carrés d'ordre n, à coefficients dans A et inversibles. Lorsque n=1, on retrouve le groupe multiplicatif {\displaystyle G_{m}}.
- Les courbes elliptiques sont des groupes algébriques.
- Soit n un entier naturel. La multiplication par n induit un homomorphisme de groupes algébriques {\displaystyle G_{a}\to G_{a}}. Si n est premier à la caractéristique du corps K, alors le noyau de cet homomorphisme est réduit à l'élément neutre.
- Si K est de caractéristique p positive, l’élévation à la puissance p (appelé endomorphisme de Frobenius) dans {\displaystyle G_{a}} est un homomorphisme de groupes algébriques. Son noyau, noté {\displaystyle \alpha _{p}}, est un exemple typique de groupe algébrique non-lisse. La variété algébrique sous-jacente est {\displaystyle \mathrm {Spec} (K[T]/T^{p}K[T])} (elle n'a qu'un seul point et n'est pas réduite).
- Soit n un entier naturel. Dans le groupe multiplicatif {\displaystyle G_{m}}, l’élévation à la puissance n induit un homomorphisme de groupes algébriques, dont le noyau {\displaystyle \mu _{n}} est un groupe algébrique fini, constant si le corps de base K contient toutes les racines n-ième de l'unité. Il est étale sur K si et seulement si n est premier à la caractéristique de K.
- En géométrie algébrique, un tore T sur K est un groupe algébrique, isomorphe à un produit de {\displaystyle G_{m}} sur la clôture algébrique de K. On dit que T est déployé si l'isomorphisme est défini sur K.

Deux classes de groupes algébriques sont particulièrement importantes. Tout d'abord, les variétés abéliennes sont des groupes algébriques pour lesquelles la variété sous-jacente est propre, connexe, et lisse. Les courbes elliptiques sont des exemples de variétés abéliennes.
Ensuite viennent les groupes algébriques linéaires (en) : ceux-ci correspondent au cas où le groupe est une variété algébrique affine, autrement dit, où c'est le lieu des zéros d'une famille de polynômes dans {\displaystyle K[X_{1},\dots ,X_{n}]}. La plupart des sous-groupes usuels de {\displaystyle GL_{n}(K)} correspondent à des groupes algébriques linéaires. Par exemple, {\displaystyle SL_{n}(K)} est l'ensemble des zéros du polynôme {\displaystyle \det -1}. On peut montrer que les groupes algébriques linéaires peuvent être représentés fidèlement. Ainsi, ils peuvent toujours être vus comme des sous-groupes de {\displaystyle GL_{n,K}}, ce qui explique leur appellation.

## Structure

### Structure de variété
Un groupe algébrique géométriquement réduit est automatiquement lisse. Sur un corps de caractéristique 0, tout groupe algébrique est lisse (théorème de Cartier). En revanche, si K est de caractéristique p positive, il existe des groupes algébriques non-lisses (voir l'exemple {\displaystyle \alpha _{p}} ci-dessus).

### Décomposition
Si G est un groupe algébrique sur un corps K, on peut décomposer G comme suit.
- Il existe un sous-groupe ouvert {\displaystyle G^{0}} de {\displaystyle G}, appelé la composante neutre de {\displaystyle G}, et un groupe algébrique {\displaystyle \pi _{0}(G)} fini étale sur K, tels que  {\displaystyle G} soit extension de {\displaystyle \pi _{0}(G)} par {\displaystyle G^{0}}, c'est-à-dire qu'on a une suite exacte

{\displaystyle 1\to G^{0}\to G\to \pi _{0}(G)\to 1.}
Si K est algébriquement clos, {\displaystyle \pi _{0}(G)} est un groupe fini constant.
- Supposons maintenant G lisse et K parfait (par exemple de caractéristique 0). Alors {\displaystyle G^{0}} est extension d'une variété abélienne par un groupe linéaire lisse L (théorème de Chevalley).
- Supposons de plus que G est commutatif. Le groupe linéaire L est produit d'un tore par un groupe unipotent (c'est-à-dire un groupe algébrique qui est extensions successives de {\displaystyle G_{a}}). En caractéristique 0, les groupes unipotents sont isomorphes à un produit de  {\displaystyle G_{a}}.

### Formes différentielles
Si G est un groupe algébrique lisse, alors son fibré tangent est constant, engendré par l'espace tangent de G à l'origine {\displaystyle \epsilon _{G}}. Par dualité, le faisceau des formes différentielles sur G est libre (sur une variété algébrique lisse, le faisceau des formes différentielles est seulement localement libre en général).

## Généralisation
Soit {\displaystyle S} un schéma. Un schéma en groupes sur {\displaystyle S} est un {\displaystyle S}-schéma {\displaystyle G\to S} qui représente un foncteur de la catégorie des {\displaystyle S}-schémas dans la catégorie des groupes.
- Plus concrètement, on demande que pour tout {\displaystyle S}-schéma {\displaystyle T}, l'ensemble {\displaystyle G(T)={\rm {Mor}}_{S}(T,G)} soit un groupe et que pour tout {\displaystyle T'\to T}, l'application canonique {\displaystyle G(T)\to G(T')} soit un morphisme de groupes.
- Une autre façon de définir les schémas en groupes est de dire qu'il existe un morphisme {\displaystyle G\times _{S}G\to G} (la multiplication), un automorphisme {\displaystyle G\to G} (l'inverse) et une section {\displaystyle S\to G} du morphisme structural {\displaystyle G\to S} (section neutre) qui vérifient les axiomes habituels d'un groupe.

Si {\displaystyle G\to S} est de plus de type fini, alors pour tout {\displaystyle s\in S}, la fibre {\displaystyle G_{s}} est un groupe algébrique sur le corps résiduel {\displaystyle k(s)}. Ainsi {\displaystyle G\to S}  peut être vu comme une famille de groupes algébriques paramétrés par les points de {\displaystyle S}.
Les exemples standard de groupes algébriques {\displaystyle G_{a},G_{m}}, courbes elliptiques etc se généralisent facilement en schémas en groupes sur une base {\displaystyle S} quelconque.
Un schéma en groupes {\displaystyle G\to S} est séparé sur {\displaystyle S} si et seulement si la section neutre est fermée dans {\displaystyle G}.